# Granieri
Granieri is een plaats (frazione) in de Italiaanse gemeente Caltagirone, provincie Catania.

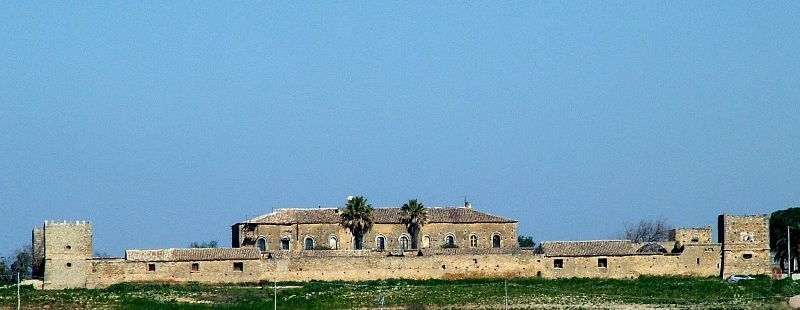
Masseria Silvestri a Granieri

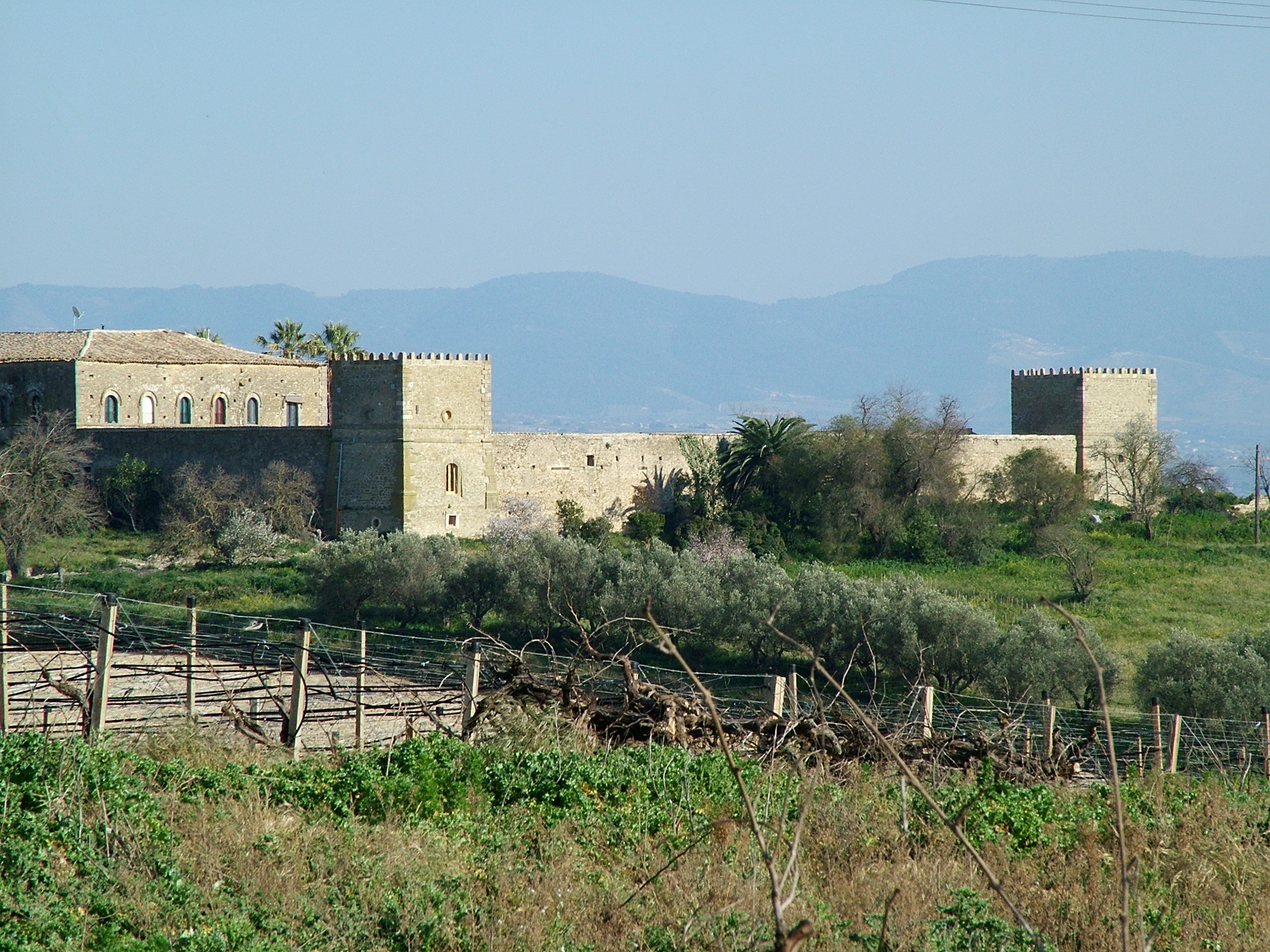

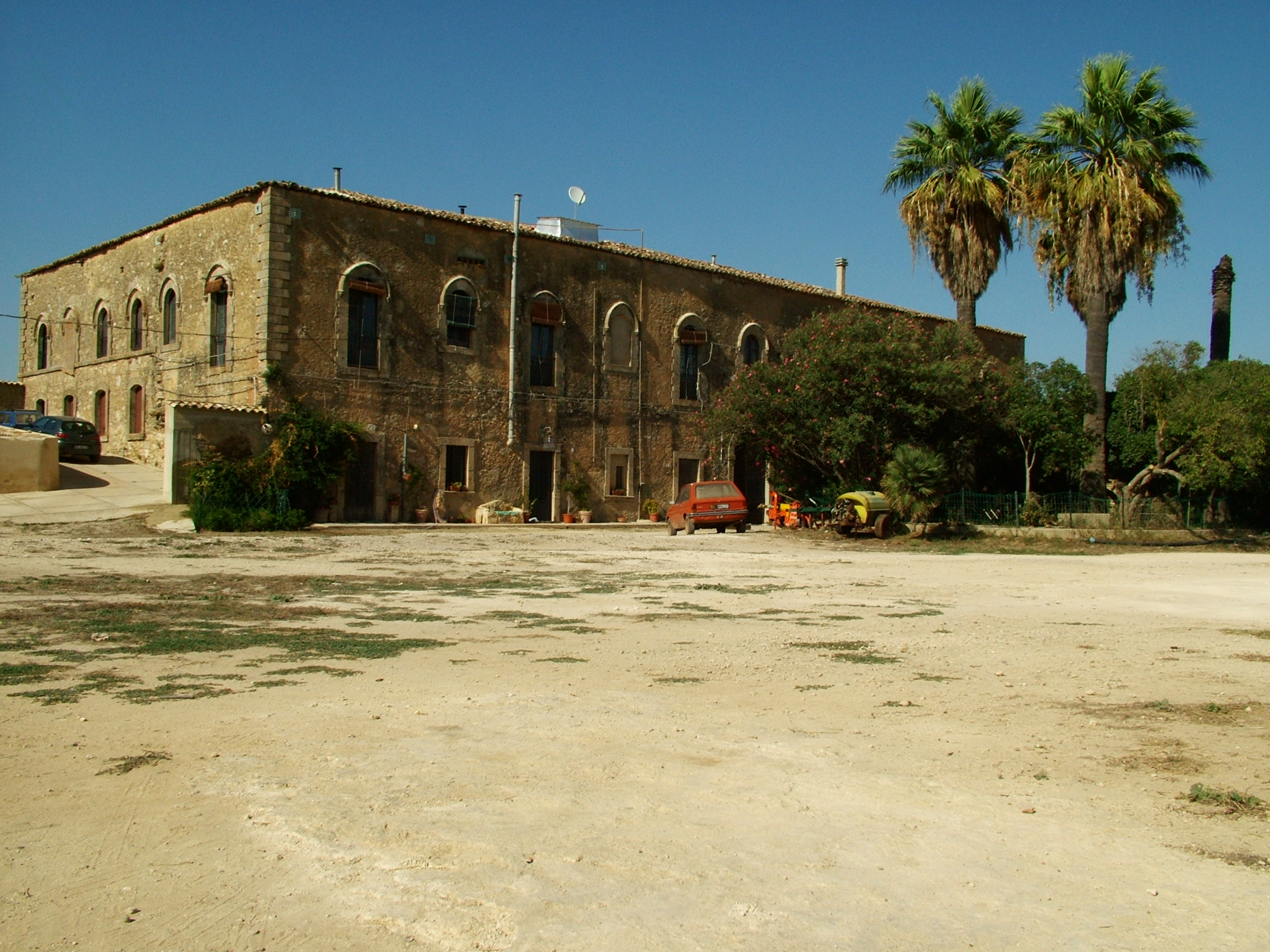

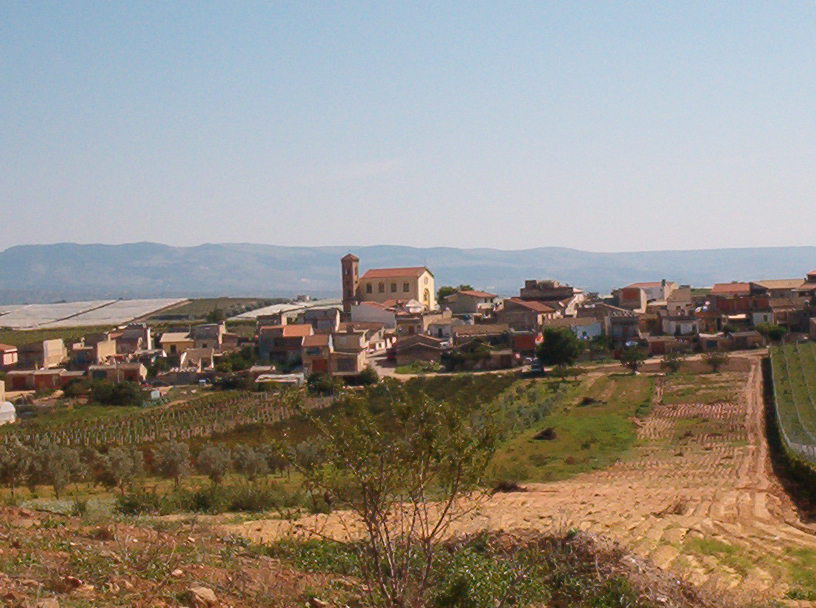